# Dick Sims
Dick Sims (* 1951 in Tulsa, Oklahoma, Vereinigte Staaten; † 8. Dezember 2011, ebenda) war ein US-amerikanischer Keyboarder und Session-Musiker. Er arbeitete mit Musikern wie Eric Clapton, Vince Gill, J.J. Cale, Stephen Stills, Carlos Santana, Perry Farrell, Peter Tosh, Yvonne Elliman sowie Joan Armatrading und erlangte seine größte Bekanntheit als Mitglied in Eric Claptons Band.

## Leben, Werk und Tod
Aufgewachsen ist Dick Sims in Tulsa, Oklahoma. Er spielte ab seinem 12. Lebensjahr regelmäßig in Clubs. Von 1968 bis 1972 ging er mit Phil Driscoll und Yurmama auf Tournee und spielte 1971 während der Ed Sullivan Show. 1972 nahm er gemeinsam mit Bob Seger und Jamie Oldaker das Album Back in ‘72 auf; darunter eine Interpretation des Titels Turn the Page. Zusammen mit Jamie Oldaker ging Sims zurück nach Tulsa, um die Tulsa County Band zu gründen. 1974 wurden die beiden und Carl Radle für Eric Claptons Band rekrutiert. Sims ist unter anderem auf den Alben 461 Ocean Boulevard, Backless und Slowhand zu hören und spielte auf den Hit-Singles Wonderful Tonight, Lay Down Sally und Cocaine. Sims spielt eine herausragende Rolle bei Can't find my way home in der „Live at Long Beach“-Aufnahme.
In Los Angeles nahm er sein erstes Studioalbum Within Arm’s Reach auf, welches von Pride Hutchison produziert wurde und 2008 erschien.
Am 8. Dezember 2011 starb Sims an den Folgen seiner Krebserkrankung.

## Diskografie (Auszug)
- 1973: Back in ‘72 – Bob Seger
- 1974: 461 Ocean Boulevard – Eric Clapton
- 1974: Burglar – Freddie King
- 1975: E. C. Was Here – Eric Clapton
- 1975: There’s One in Every Crowd – Eric Clapton
- 1976: No Reason to Cry – Eric Clapton
- 1977: Slowhand – Eric Clapton
- 1978: Backless – Eric Clapton
- 1978: To the Limit – Joan Armatrading